# Abborrtjärnen (Sunne socken, Värmland)
Abborrtjärnen är en sjö i Sunne kommun i Värmland och ingår i Göta älvs huvudavrinningsområde. Sjön har en area på 0,268 kvadratkilometer och ligger 231,9 meter över havet. Sjön avvattnas av vattendraget Flyälven.

## Delavrinningsområde
Abborrtjärnen ingår i det delavrinningsområde (664401-135725) som SMHI kallar för Mynnar i Björken. Medelhöjden är 195 meter över havet och ytan är 25,37 kvadratkilometer. Det finns inga avrinningsområden uppströms utan avrinningsområdet är högsta punkten. Flyälven som avvattnar avrinningsområdet har biflödesordning 4, vilket innebär att vattnet flödar genom totalt 4 vattendrag innan det når havet efter 332 kilometer. Avrinningsområdet består mestadels av skog (80 procent). Avrinningsområdet har 0,62 kvadratkilometer vattenytor vilket ger det en sjöprocent på 2,4 procent.